# Svorkmo
Svorkmo este o localitate din comuna, provincia Sør-Trøndelag, Norvegia.